# Movimento Imperial Russo
Movimento Imperial Russo - MIR (em russo:  Русское Имперское Движениe - РИД, transl. Russkoe Imperskoe Dvizhenie - RID) é uma organização paramilitar russa ultranacionalista, supremacista branca e de extrema direita que opera oficialmente fora da Rússia.
Desde 2015, seu líder é Stanislav Vorobiev. O MIR foi classificado como grupo terrorista pelos Estados Unidos e Canadá. Algumas de suas publicações foram banidas na Rússia.

## História

Patch da Legião Imperial Russa.

Bandeira da Legião Imperial Russa.

Em 2008, o MIR formou seu braço paramilitar, chamado de Legião Imperial. O grupo mantém dois locais de treinamento em São Petersburgo, um dos quais é conhecido como " Campo Partizan", localizado ao sul da ilha Heinäsenmaa. O "Campo Partizan" realiza treinamentos para combate urbano, treino com disparos de armas de fogo, medicina tática, psicologia militar, capacitação para altas altitudes e treinamentos para sobrevivencialismo. Após o ínicio da Guerra em Donbas no leste ucraniano, em abril de 2014, o MIR começou a treinar e enviar soldados voluntários para os grupos pró-russos envolvidos no conflito, à partir de julho. Alguns membros da Legião Imperial também atuaram como mercenários no Oriente Médio e Norte da África. Em 30 de Janeiro de 2020, foi noticiado que Vladimir Skopinov, que tinha previamente lutado na Bacia do Donets e na Guerra Civil Síria, morreu na Líbia. Ele foi o segundo membro da Legião a morrer na Líbia.
No dia 6 de abril de 2020, o Departamento de Estado dos Estados Unidos adicionou o Movimento Imperial Russo e três de seus líderes (Stanislav Anatolyevich Vorobyev, Denis Valliullovich Gariyev, e Nikolay Nikolayevich Trushchalov) à lista de Terroristas Globais Especialmente Designados, tornando-o o primeiro grupo supremacista branco a ser designado uma organização terrorista pelo Departamento de Estado. O grupo foi oficialmente classificado como terrorista pelo Canadá em 3 de fevereiro de 2021.
A Legião Imperial, um braço paramilitar do Movimento Imperial Russo, fez um chamado aos "jovens homens ortodoxos" para que se dedicassem a defender a Nova Rússia.
De acordo com o Departamento de Estado dos EUA, o MIR fornece treinamento paramilitar a extremistas de toda a Europa e opera dois locais de treinamento no continente.

### Fora da Rússia
Em 2008, o MIR visitou a Suécia para participar do Dia em Memória de Carlos XII da Suécia em Estocolmo junto ao neonazista Partido dos Suecos. No outono de 2015, se notou que o RIM estava apoiando o Movimento de Resistência Sueco, membro do Movimento de Resistência Nórdica, de orientação neofascista e oposto à imigração: o líder do MIR, Vorobyev, visitou o Movimento de Resistência Sueco na Suécia, simbolizando este apoio.
Em Janeiro de 2020, um homem russo de nome Anatoly Udodov foi preso no Aeroporto de Estocolmo-Arlanda depois que a polícia descobriu um carregamento de armas pertencentes a ele. A polícia sueca já havia confiscado várias armas de fogo dele no verão anterior, em razão de suas conexões com o Movimento de Resistência Sueco. Udodov foi descrito como um representante do MIR na Suécia por Vorobyev e investigadores acreditam que ele é o recrutador local para os campos de treinamento do Movimento Imperial Russo. De acordo com a Polícia Sueca, Udodov é amigo de um terrorista condenado, Viktor Melin, de 23 anos. Melin fazia parte de um grupo de neonazistas suecos que foram à Rússia para receber treinamento militar, e ao retornar foi responsável por uma série de atentados a bomba contra minorias e inimigos políticos. O MIR também forneceu treinamento a neonazistas da Alemanha, da Finlândia e da Polônia. Neonazistas finlandeses foram recrutados por Johan Bäckman e Janus Putkonen, os quais são ligados com o partido pró-russo local, Valta kuuluu kansalle, "O poder é do Povo".
Fora da Escandinávia, o MIR se filia à Aliança Preta e Amarela da Áustria, um movimento pró-monarquista favorável à restauração do Império Austro-Húngaro. Consequentemente, Vorobyev foi convidado pela organização para participar de seu Congresso, o que efetivamente aconteceu em 9 de novembro de 2019, evento que ocorreu no Parkhotel Schönbrunn, a casa de convidados para o antigo palácio do Emperador Francisco José I. No mesmo mês, um representante do MIR fez um discurso em uma conferência internacional em Madrid, organizada pelo partido de extrema-direita Democracia Nacional, na qual também participaram os membros da Aliança para Paz e Liberdade, aliança de organizações de extrema-direita européia na qual participam também o italiano Roberto Fiore e o francês Jean-Marie Le Pen. Ambos os grupos foram caracterizados como neonazistas. Em maio de 2018, o Partido Nacional Democrático da Alemanha realizou um encontro em Riesa, na Alemanha, no qual os representantes do MIR foram participantes, junto com organizações tais quais as agremiações neonazistas Ação Sérvia e União Nacional Búlgara - Nova Democracia.
Em 29 de abril de 2020, o Ministério do Interior da Espanha recebeu um relatório de inteligência que afirmava que o MIR estava incitando seus contatos de extrema-direita espanhóis a cometer atos terroristas, tais quais atacar a infraestrutura, sistema de transportes e utilizar armas químicas contra o público.
Em 5 de Junho de 2020, a revista alemã Focus relatou que serviços de segurança alemães estavam cientes do treinamento de neonazistas alemães na Rússia. Contudo, eles não podiam proibir alemães de viajar a São Petersburgo por razões legais. As autoridades presumem que o presidente russo Vladimir Putin tem conhecimento dos campos de treinamento e "no mínimo os tolera". O Centro Internacional para o Contraterrorismo descreveu a relação do MIR com o governo russo como sendo uma "simbiose de adversários": enquanto não cometerem atos de terrorismo domesticamente, estão livres para operar e oferecer treinamento a militantes, além de enviar tropas para conflitos externos nos quais o interesse russo está em jogo.

De acordo com uma investigação conduzida por Infobae, uma nova célula da Atomwaffen Division recebe treinamento do grupo. Também se acredita que cidadãos dos Estados Unidos que são filiados ao grupo Atomwaffen também recebem treinamento do Movimento Imperial Russo. Posteriormente, o Diretor do Centro Nacional de Contraterrorismo Christopher Miller confirmou que neonazistas americanos estabeleceram contatos com o MIR. Especificamente, em certas ocasiões, eles viajaram à Rússia para treinar com o Movimento Imperial Russo, ainda que Miller tenha descrito essas conexões como "relativamente frágeis e informais". De acordo com o Centro para Cooperação e Segurança Internacional; 

Se por um lado o MIR construiu agressivamente ligações com grupos supremacistas brancos europeus, por outro sua relação com organizações dos EUA se desenvolveu sobretudo num nível pessoal, ao invés de institucional. Agora, por volta de 2020, porém, podemos estar testemunhando uma mudança, dada a relação do MIR com os braços russos do grupo neonazista da Atomwaffen Division.